# BYD・K7

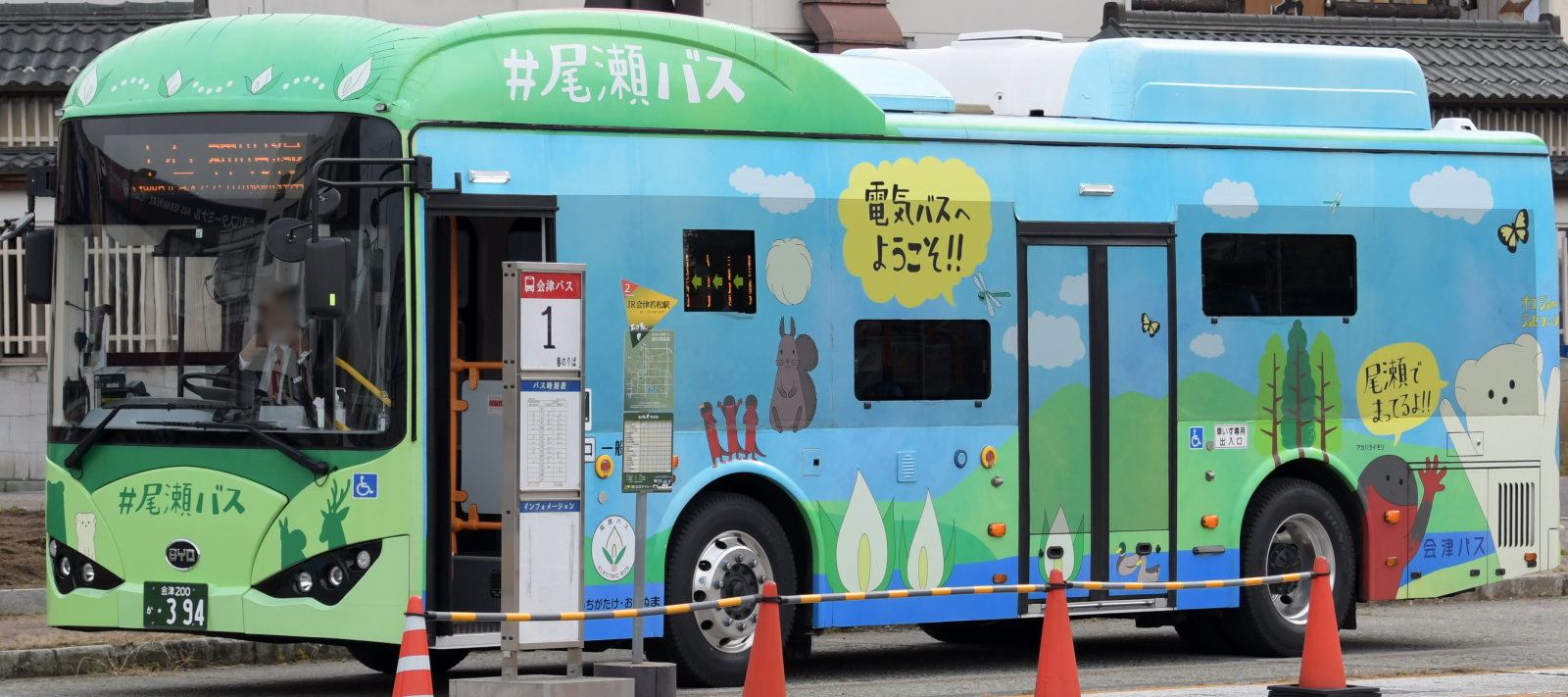
福島県内で運行されるBYD K7

K7（ケーセブン）は、比亜迪汽車（BYD）が製造する中型電気バスである。

## 概要
2016年より製造が開始され、本社を置く中華人民共和国をはじめ、世界各国で販売されている。生産は中国の他、中国国外（アメリカなど）での現地生産や、他社架装によるものもある。車両は中国本土も含めて各国でデザインが異なり、日本ではK9などと同じデザインで輸入されている。
乗降扉は前扉が片開きのグライドスライドドア、中扉が一般的な両開きのグライドスライドドアである。

### バッテリー
満充電時の航続距離は日本仕様（217kWh）は180km。従来のバスよりもバッテリー重量の関係で重い。
使用されているバッテリーは、BYDの自社開発によるリン酸鉄リチウムイオン電池で、タイヤハウス上または屋根上に設置されている。BYDはこのバッテリーについて有害物質を発生させず材料をリサイクルできるとしている。

### 車体
車体は主にアルミニウム合金を採用し、軽量化を図っている。

## 日本国内における運行
日本国内においては、2019年1月22日に福島県の会津乗合自動車（会津バス）が初導入。同年5月中旬より尾瀬国立公園シャトルバス（尾瀬バス）として運行開始し、それ以外の期間は会津若松市内の路線バスで運行される。
道路運送車両法による保安基準の規定に従い、中国本国を含む他国には存在しない非常口を後部右側に設置している。
2024年1月から、中型電気バスの日本市場向け新モデルとして「J7」の予約受付が開始（納車は2025年秋）されるのにあわせて、日本国内ではK7が販売終了となり、前述の会津乗合自動車以外にK7を導入する国内事業者は無かった。

## ギャラリー

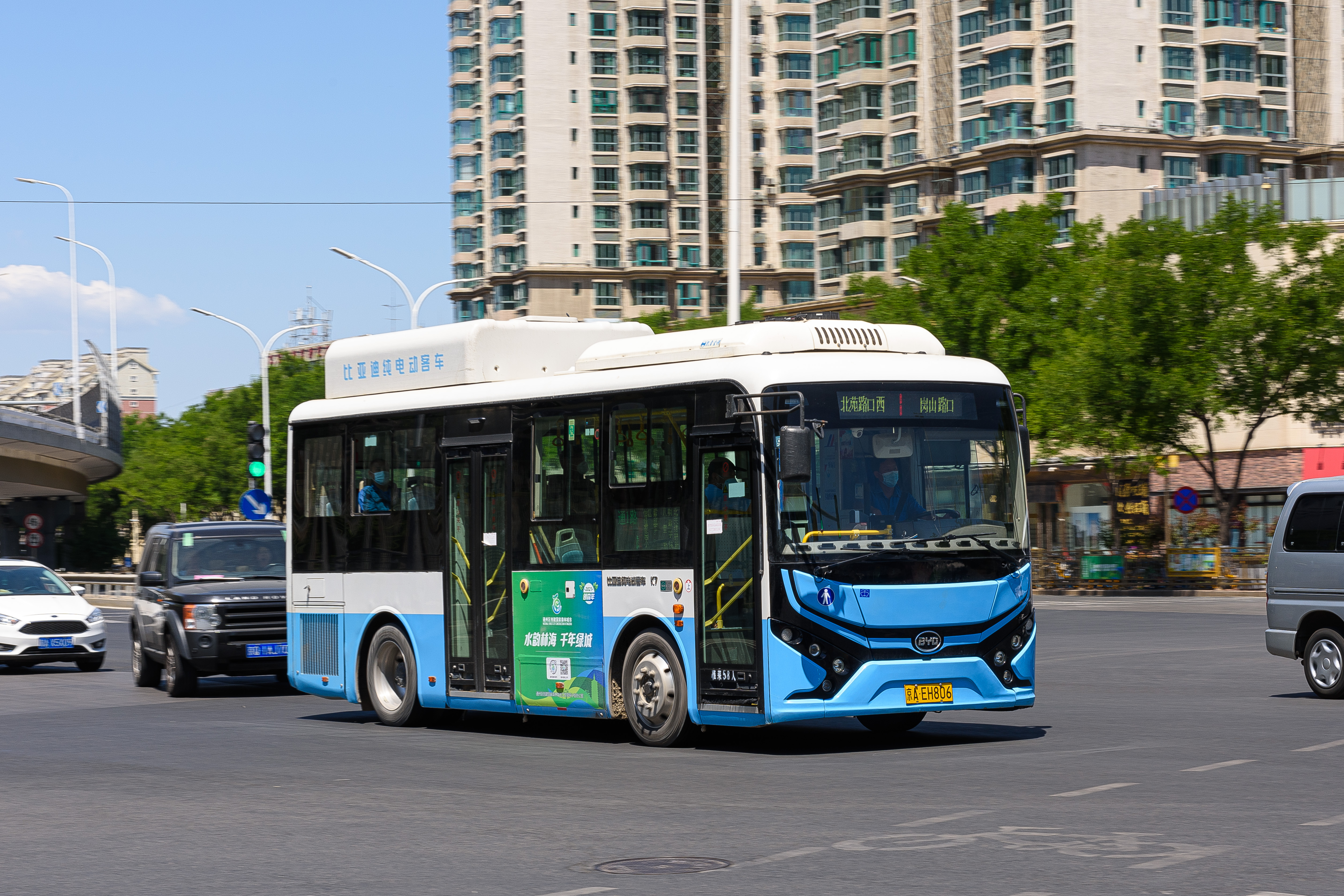
北京市内
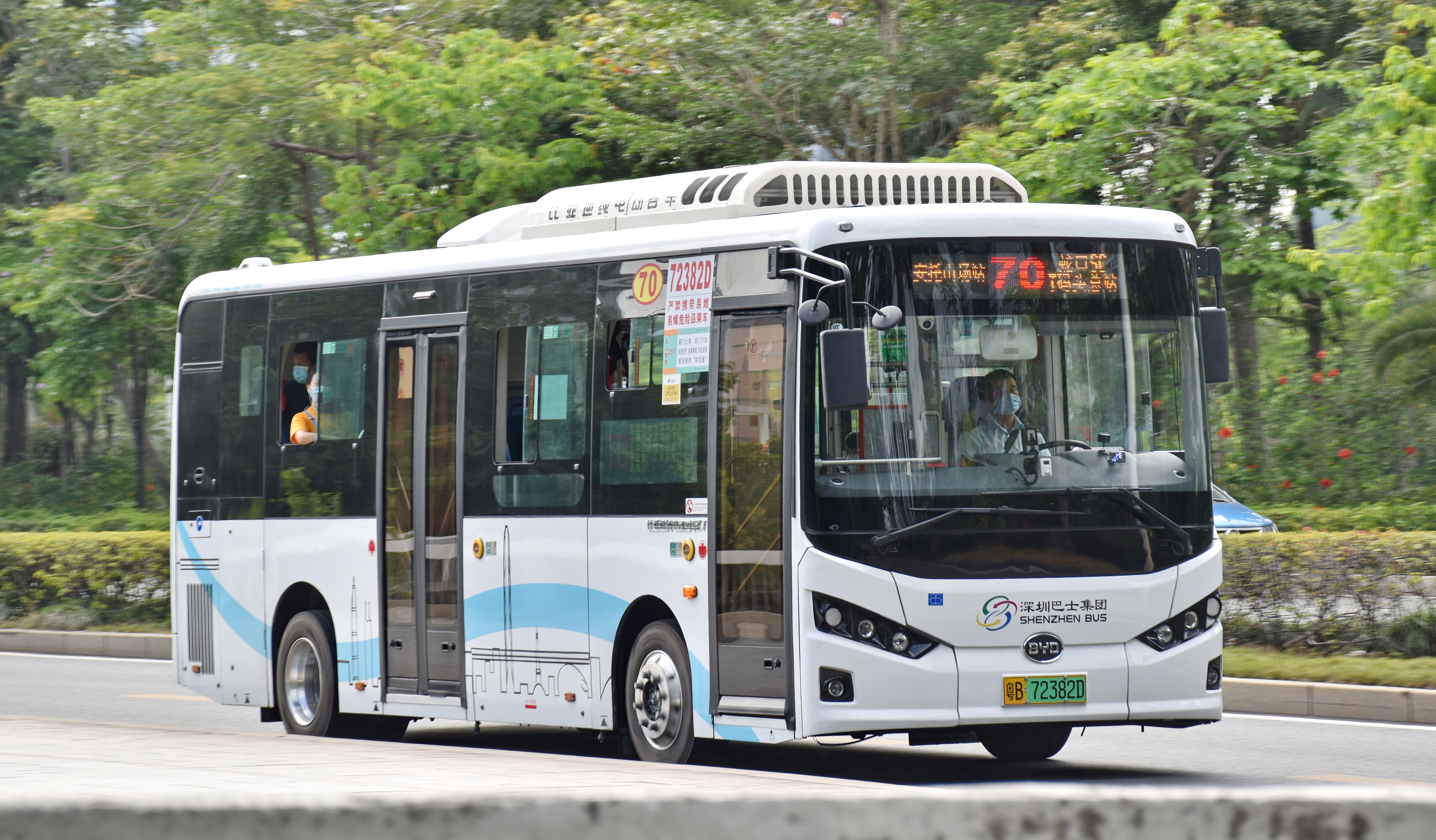
深圳市内
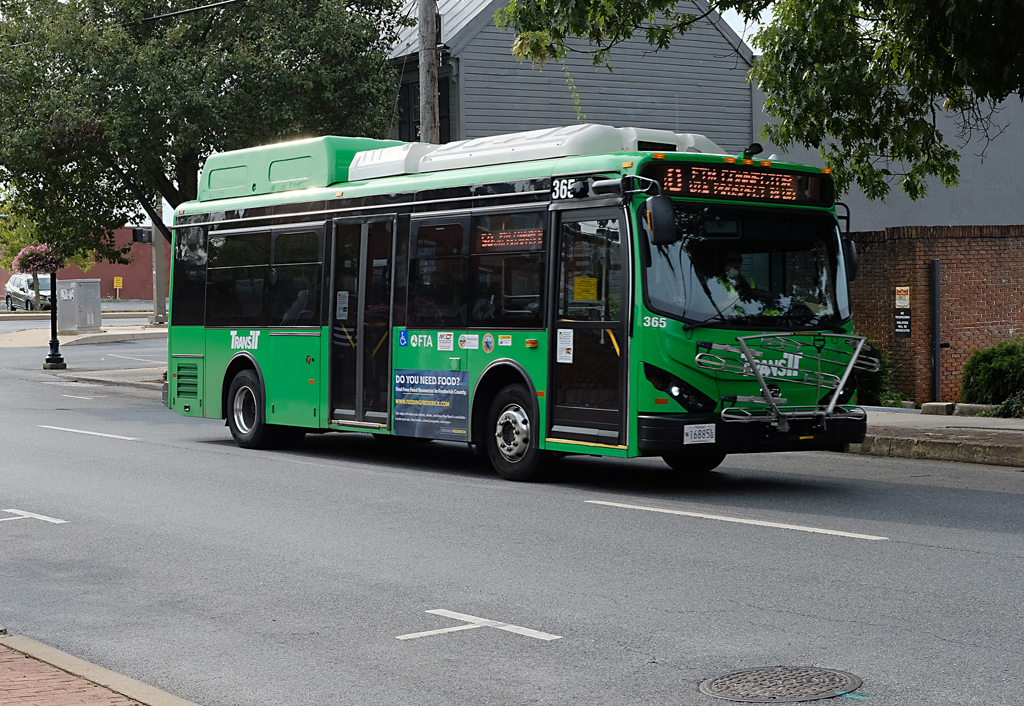
アメリカ・メリーランド州
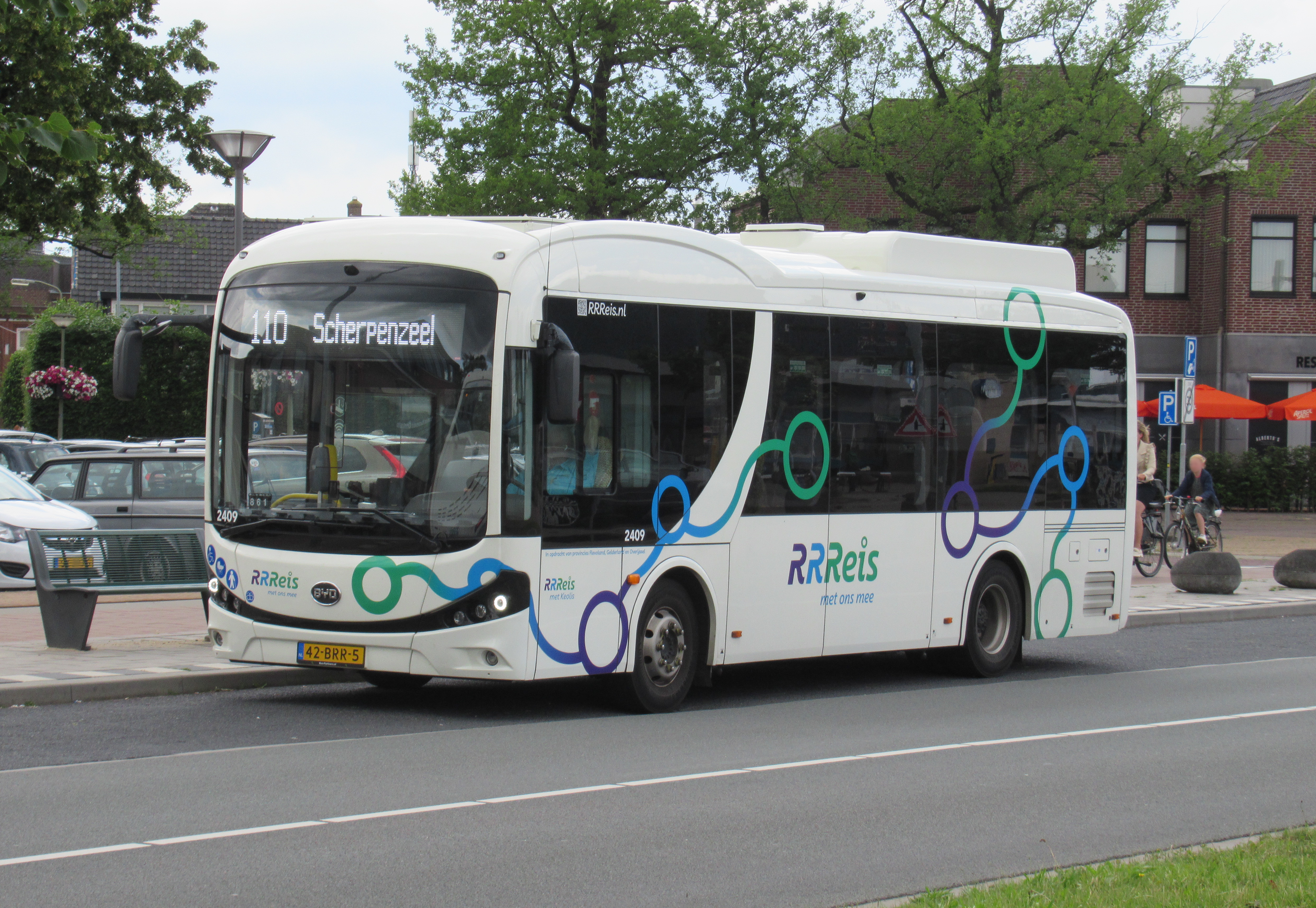
オランダ・バレンティン